# Tipula (Platytipula) knowltoniana
Tipula (Platytipula) knowltoniana is een tweevleugelige uit de familie langpootmuggen (Tipulidae). De soort komt voor in het Nearctisch gebied.